# 御座山
御座山（おぐらさん）は、長野県南佐久郡北相木村と南相木村とにまたがる山である。標高は2,112メートル。東京都・埼玉県・群馬県・長野県・山梨県にまたがり、関東地方と中部地方の境界をなす関東山地に属している。日本二百名山のひとつでもある。

## 概要
頂上は南北に細長い岩場になっており、360度の視界が開けている。登山口は北相木村側に2つ（白岩登山口と山口登山口）、南相木村側に1つ（栗生バス停近くからの登山口）あり、白岩登山口からの途中の見晴台あたりから前衛峰にかけては6月にシャクナゲの花が満開になる。
1985年（昭和60年）8月12日に日本航空123便墜落事故が発生した際、運輸省により事故機の墜落地点とされたのが、この御座山であり、名前が全国に知られることとなった。だが数時間後、墜落地点は御座山から直線距離で東南東8.7 kmの、群馬県多野郡上野村にある御巣鷹山（正確には高天原山）に訂正された。

## 交通
JR小海線または国道141号線の小海（こうみ）から東へ、千曲川を渡り、相木川に沿って長野県道2号川上佐久線で北相木村または南相木村へ行く。

## 参考画像

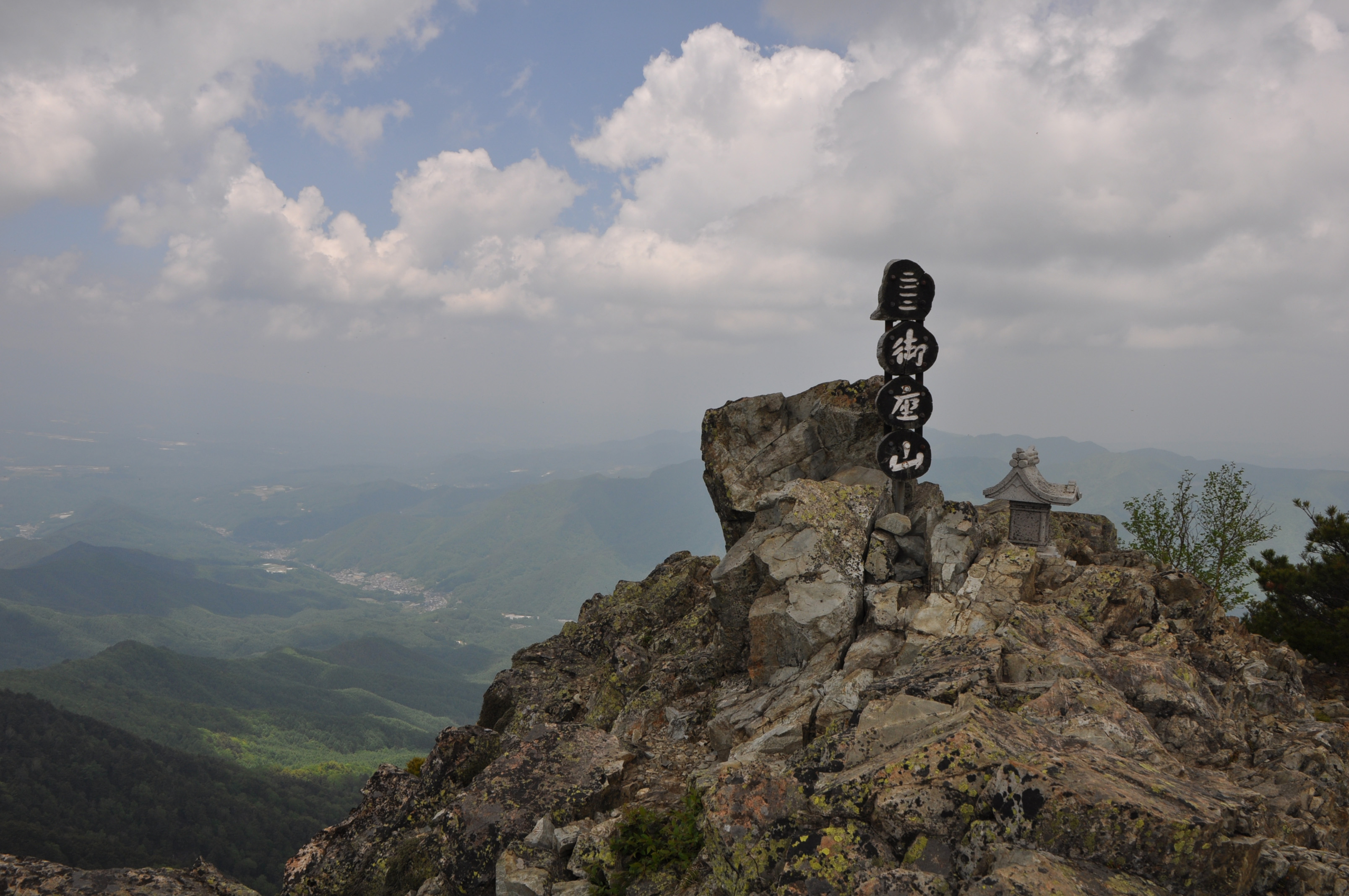
御座山の頂上
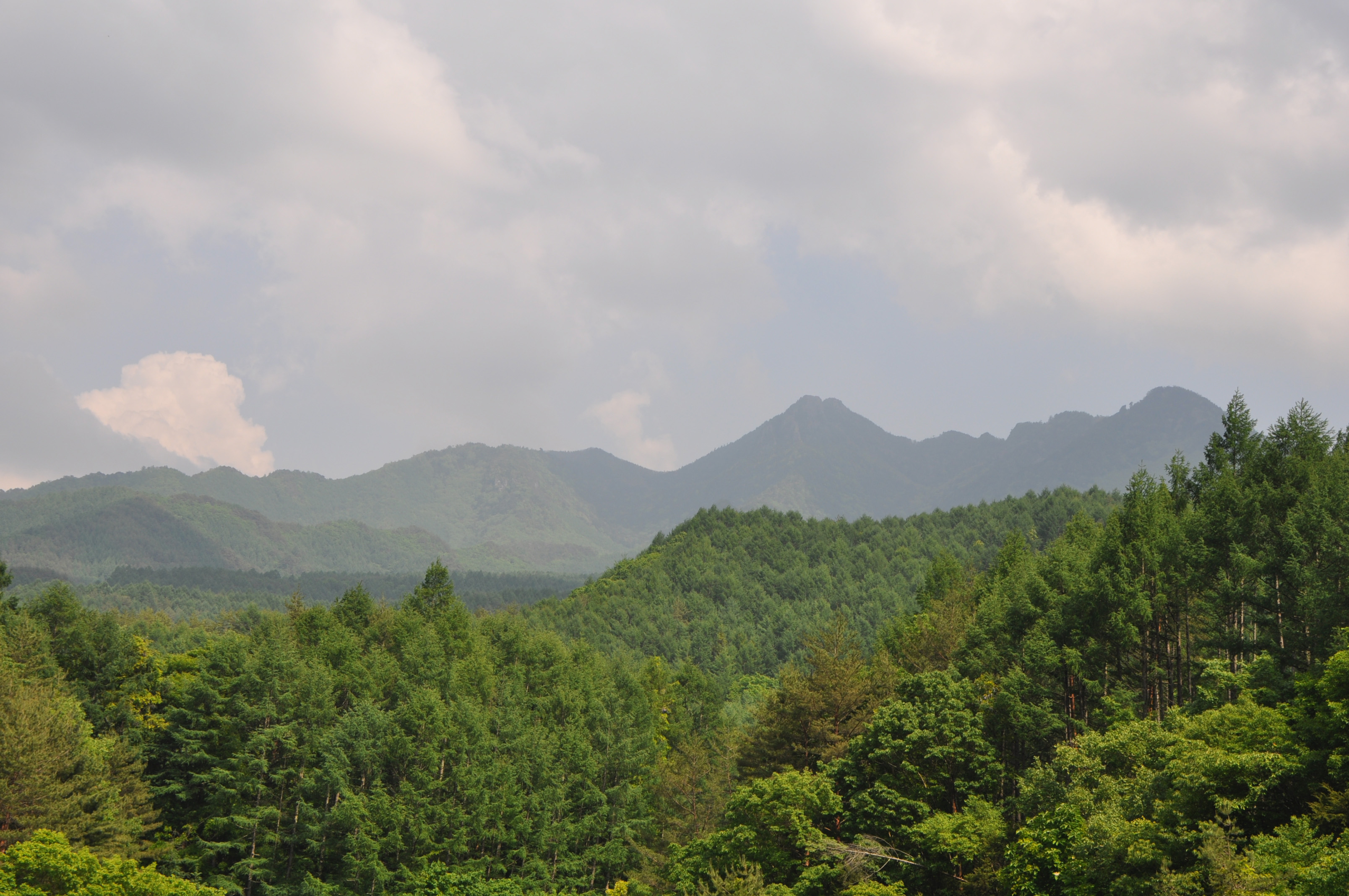
北相木村側から望む、中央の峰が御座山の山頂
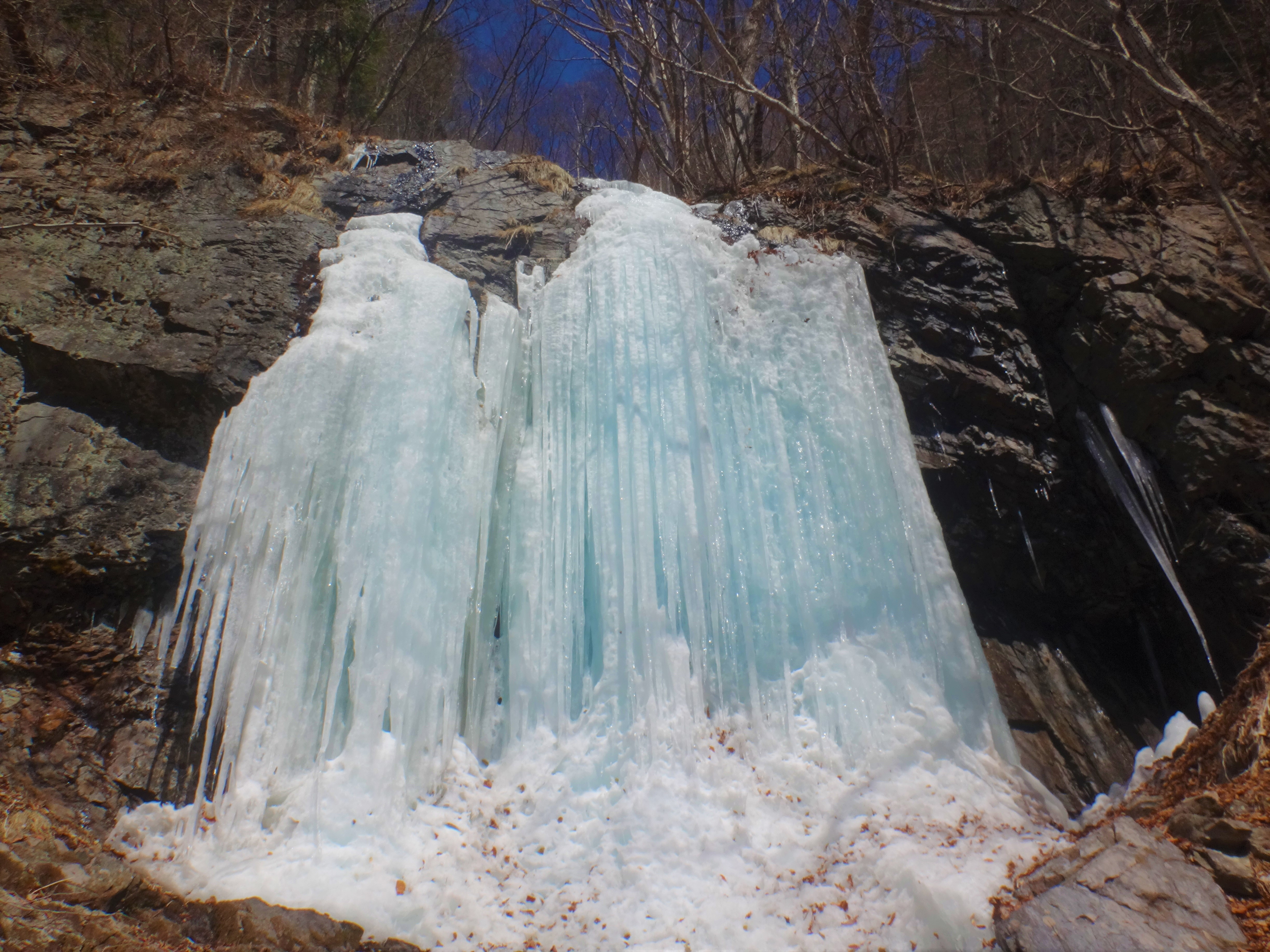
不動の滝
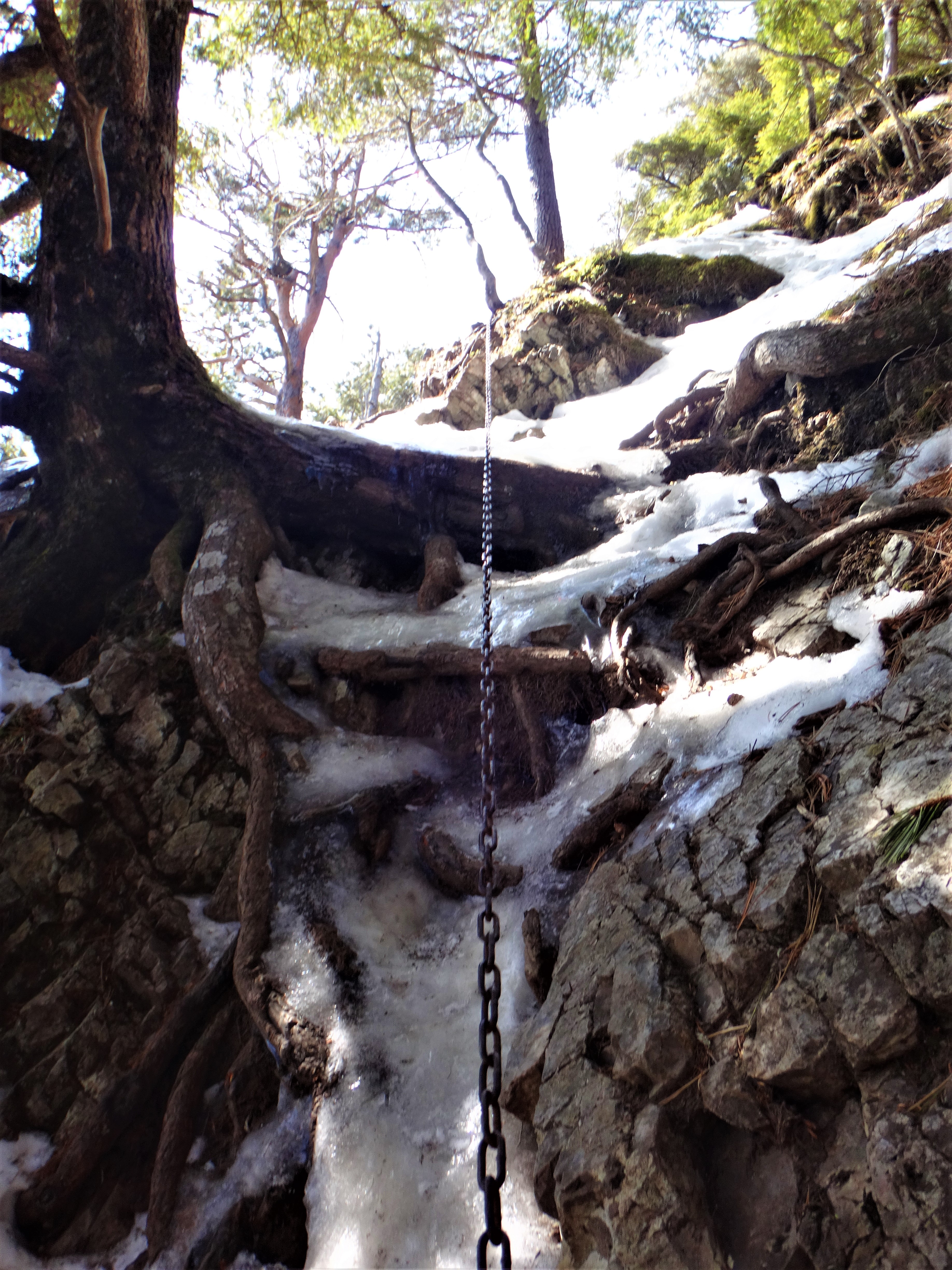
栗生コースの鎖場
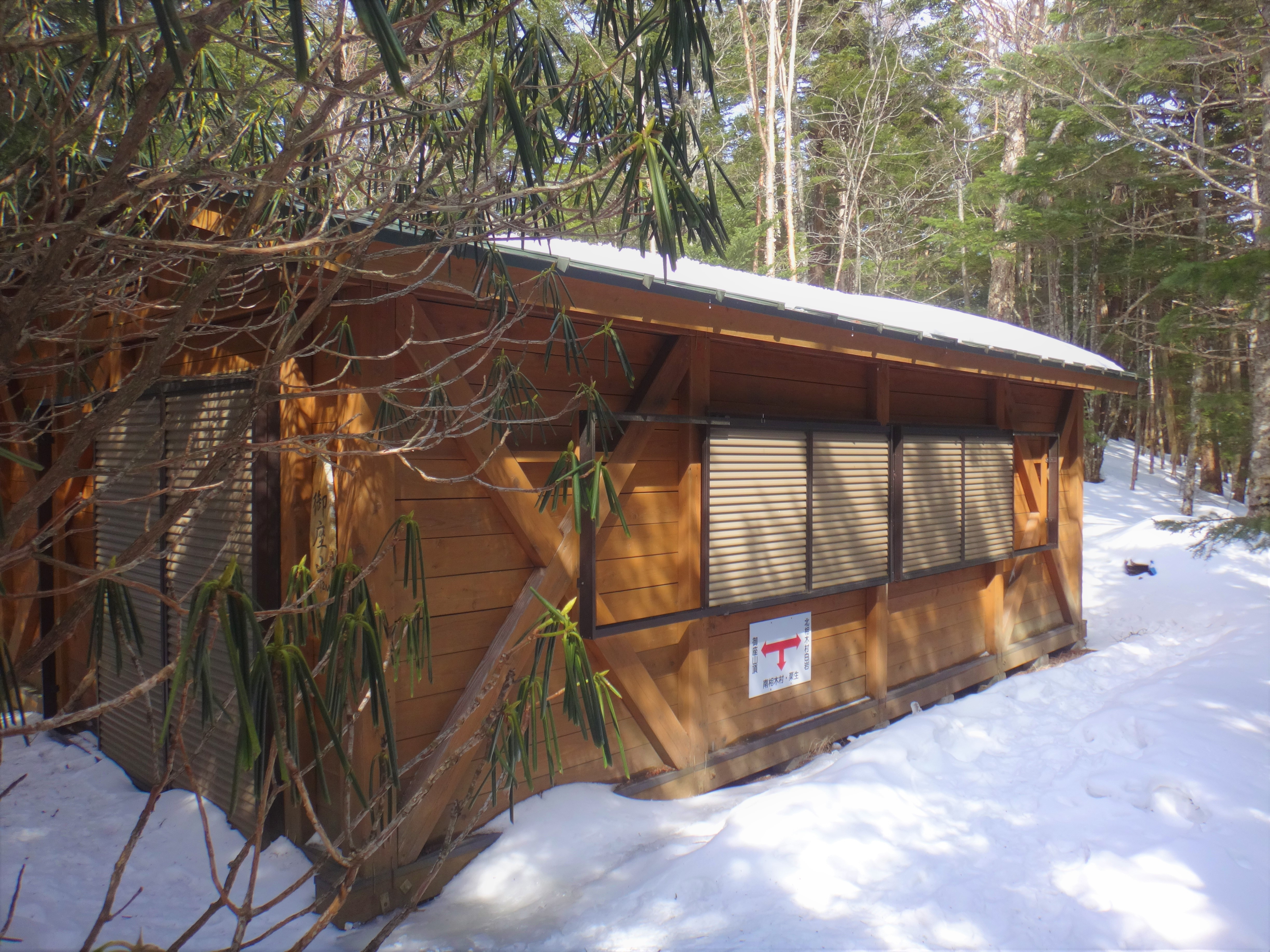
山頂直下の避難小屋
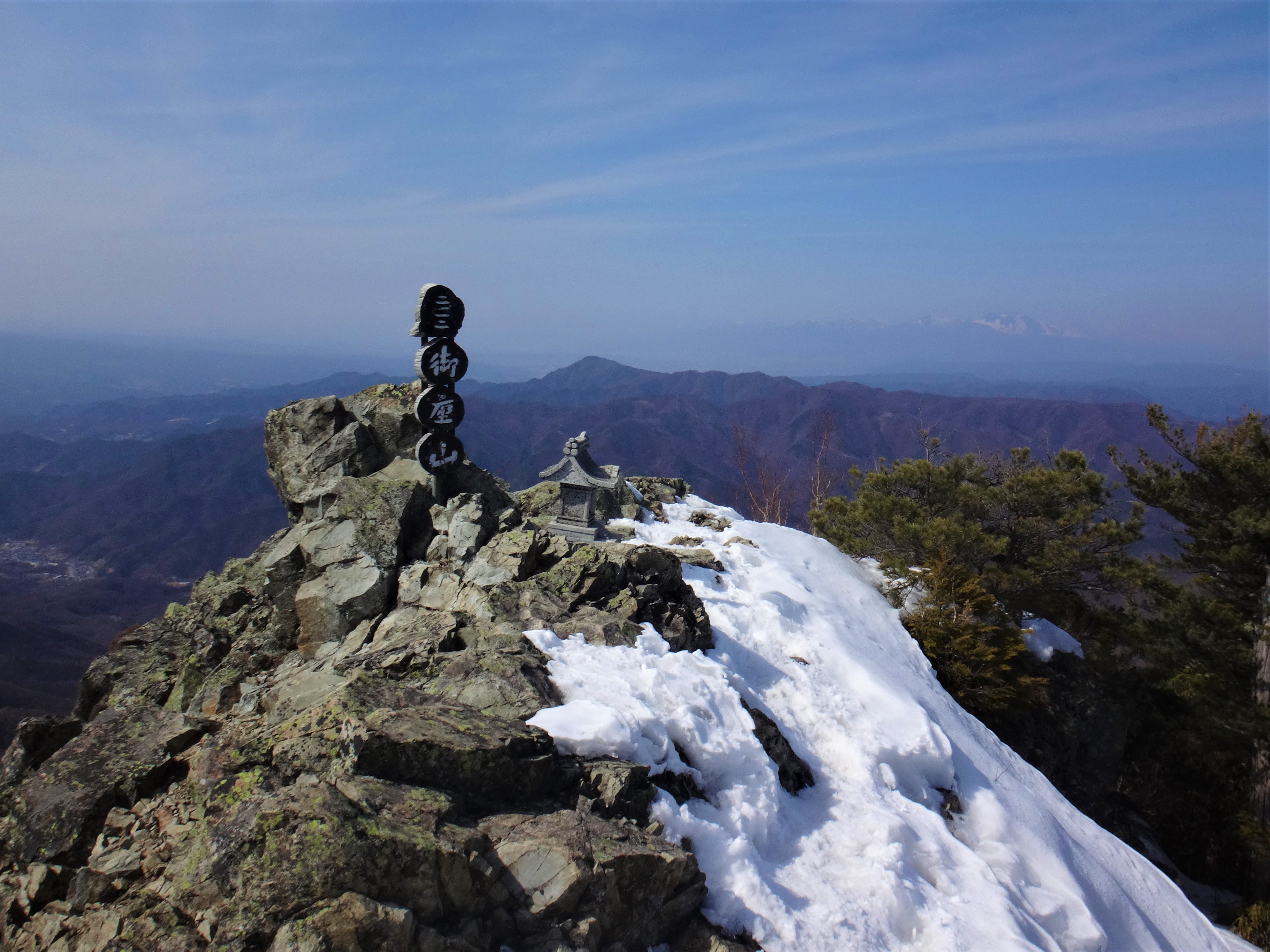
残雪期の御座山山頂（右奥に浅間山）
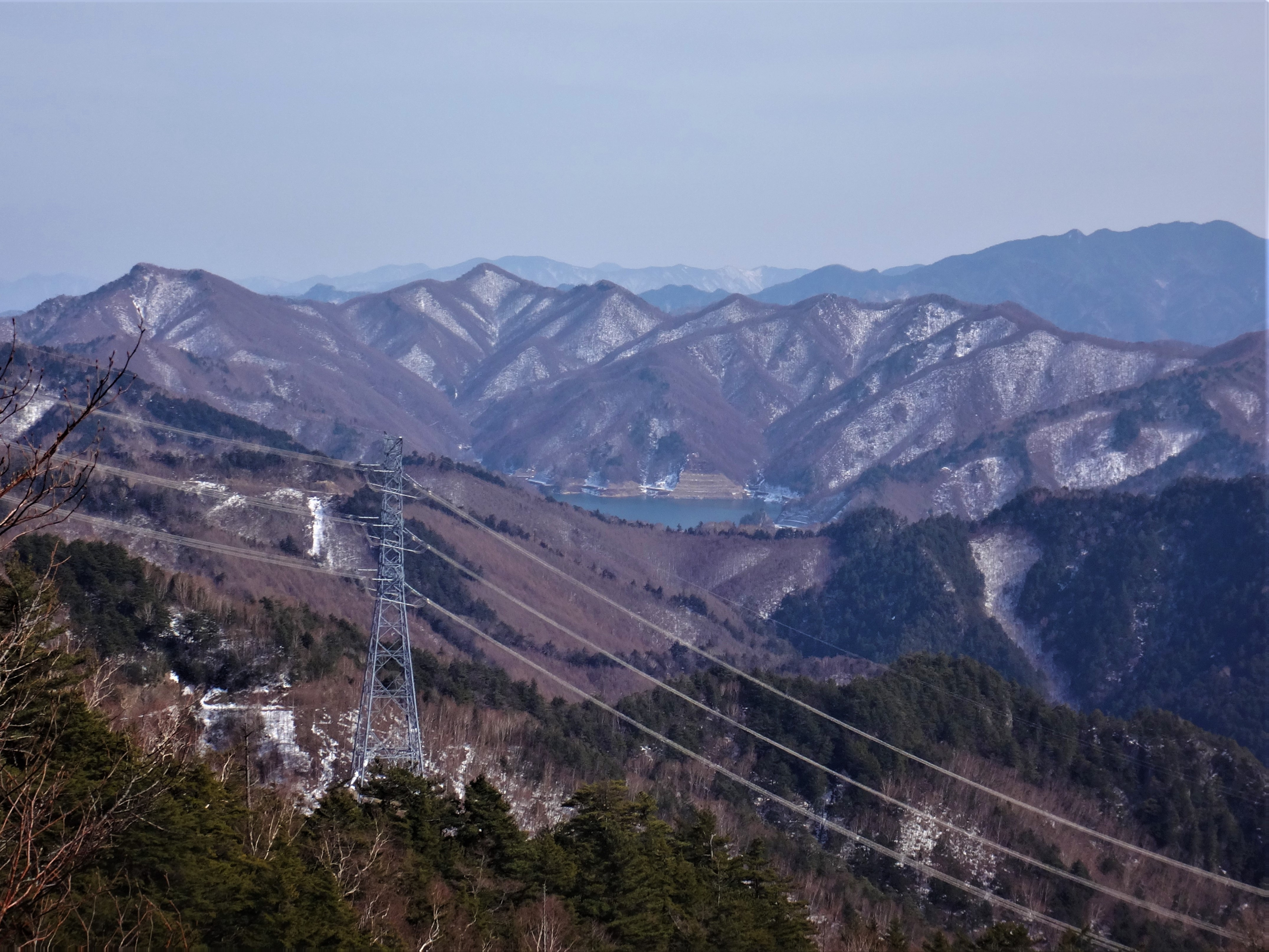
御座山からの御巣鷹山